# Валєєв Анатолій Казанфірович
Анато́лій Казанфі́рович Валє́єв (нар. 25 квітня 1948, с. Новопетрівка, Великомихайлівський район, Одеська область, УРСР) — український будівельник. Генеральний директор ТОВ «Фінансова компанія „Телець-Капітал“» (м. Миколаїв). Почесний президент муніципального футбольного клубу «Миколаїв». Член («академік») ГО «Українська академія наук національного прогресу», заслужений будівельник України.

## Біографія
Закінчив Одеське будівельне училище, Миколаївський технікум залізничного транспорту, Дніпропетровський інститут інженерів залізничного транспорту, Українську академію наук національного прогресу за фахом «Економіка» (1994—1997 рр.).
- 1967 — 1969 — проходження служби в армії
- 1970 — 1980 р. — робота в будівельно-монтажному потязі № 502 каменярем-монтажником.
- 1980 р. — призначений старшим виконробом.
- 1987 р. — призначений начальником Дочірнього підприємства Будівельне управління № 3 відкритого акціонерного товариства транспортного будівництва «Одестрансбуд».

Генеральний директор будівельної компанії ТОВ "Телець-ВАК" з 2001 року.
З травня 2006 р. — генеральний директор ТОВ «Фінансова компанія „Телець-Капітал“».
У Миколаєві побудував багато житлових будинків, будівлю нового залізничного вокзалу, залізничного технікуму, реконструював депо. Будував залізничну станцію в Южноукраїнську.

## Родина
Одружений. Має доньку та сина.

## Нагороди
Нагороджений орденом «За заслуги» III ступеня (2008).